# وسط البلد (عمان)

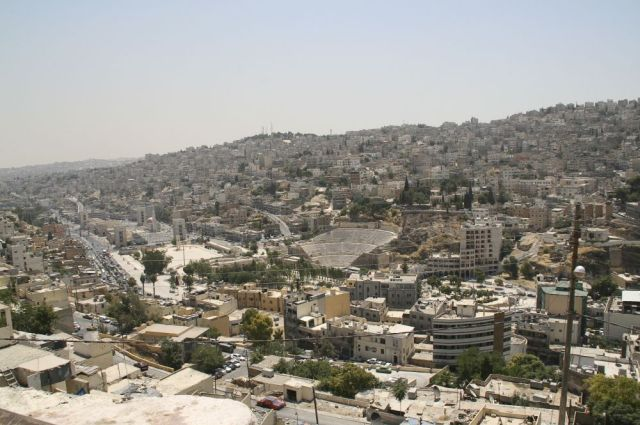
منطقة وسط البلد كما تظهر من جبل القلعة

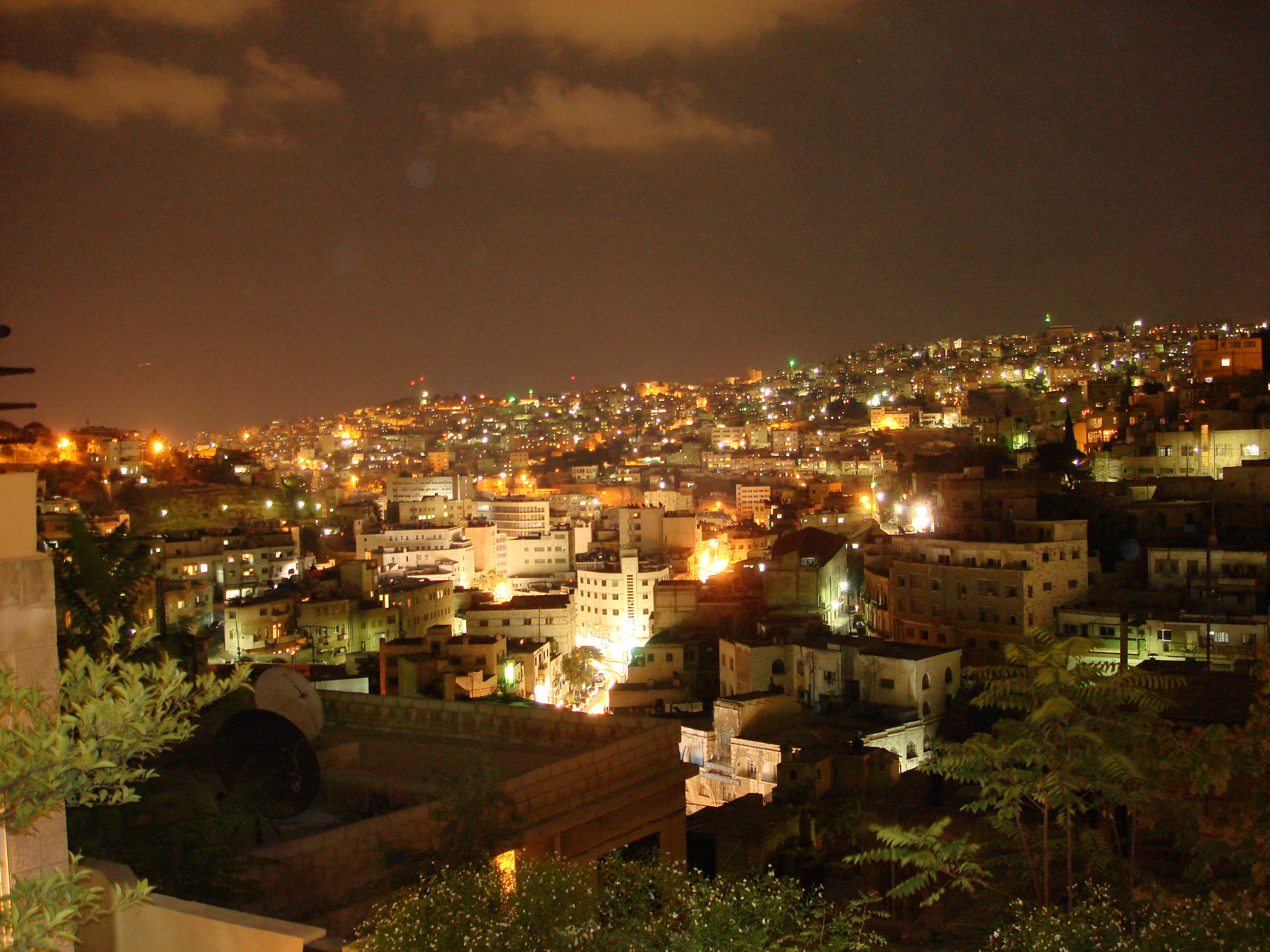
وسط البلد كما تظهر من جبل اللويبدة

هو مركز عمان الاقتصادي والتجاري القديم من بداية القرن وحتى مطلع الثمانينيات، تعتبر من أكثر الأماكن اكتظاظا بالناس في المملكة، نظرا لتنوع المجال التجاري فيها. يمر من وسط البلد شارع السلط الذي يتواجد على جانبيه معالم مهمة في المدينة وكثير من المحال والمقاهي والوكالات وورش التصليح ومحلات الصرافة والأنتيك وبالبازارات الشرقية التي يتهافت عليها السياح الأجانب والتي تعكس ثقافة البلد وشعبه وتاريخه. ومن المعالم الموجودة هناك المدرج الروماني (عمان) ومتحف التاريخ الروماني والساحة الهاشمية ومكتبة عمان الوطنية وغيرها...
تحيط جبال عمان الشاهقة بهذه المنطقة الضيقة (جبل القلعة وجبل الجوفة (عمان),وغيرهما) مما يسبب تلوثا واضحا فيها.
تحوي منطقة وسط البلد على مجمع رغدان القديم (لسيارات السرفيس) والذي تم تجديده بموازاة خطة تطوير المواصلات الجارية في المدينة منذ سنوات.
يعاني تجار وسط البلد من ركود اقتصادي منذ عدة سنوات ولعل أهم الأسباب التي أدت لهذا الوضع عمليات الإنشاءات التي بدأت منذ عام 2000 ولم تنتهي حتى الآن سواء من نقل مجمع رغدان إلى المحطة مما أدى تقليل الحركة والنشاط في منطقة وسط البلد، أو في إغلاق الساحة الهاشمية لإعادة تأهيلها وهي مغلقة منذ عدة سنوات .

## أسواق وسط البلد القديمة
وتتعدّد أسماء هذه الأسواق، وهي كالآتي: سوق السكر، وسوق البخارية، سوق البلابسة (نسبة إلى عائلة البلبيسي)، وسوق الجمعة، وسوق وادي السرور، وسوق الخضار (عمان)، وسوق اليمنية، وسوق الحبوب، وسوق الحلال، وسوق الصاغة، وسوق السعادة، وسوق الأنتيكا، وسوق البناء الحديث.

## وسط عمان الجديد
باشرت أمانة عمان الكبرى في 2005 بعملية نقل مركز المدينة إلى منطقة العبدلي الحيوية والتي ستكون حين الانتهاء من عملية الإنشاءات فيها في 2010 - واجهة عمان والأردن العصرية وأحد أهم أماكن الاستثمار في المنطقة.

## معرض صور

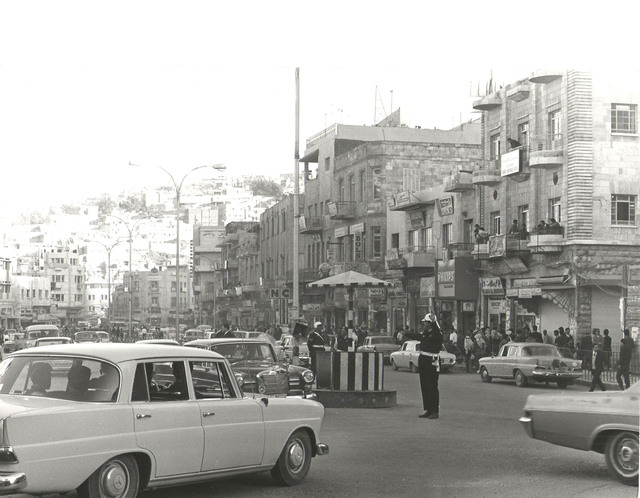
وسط البلد قديمًا
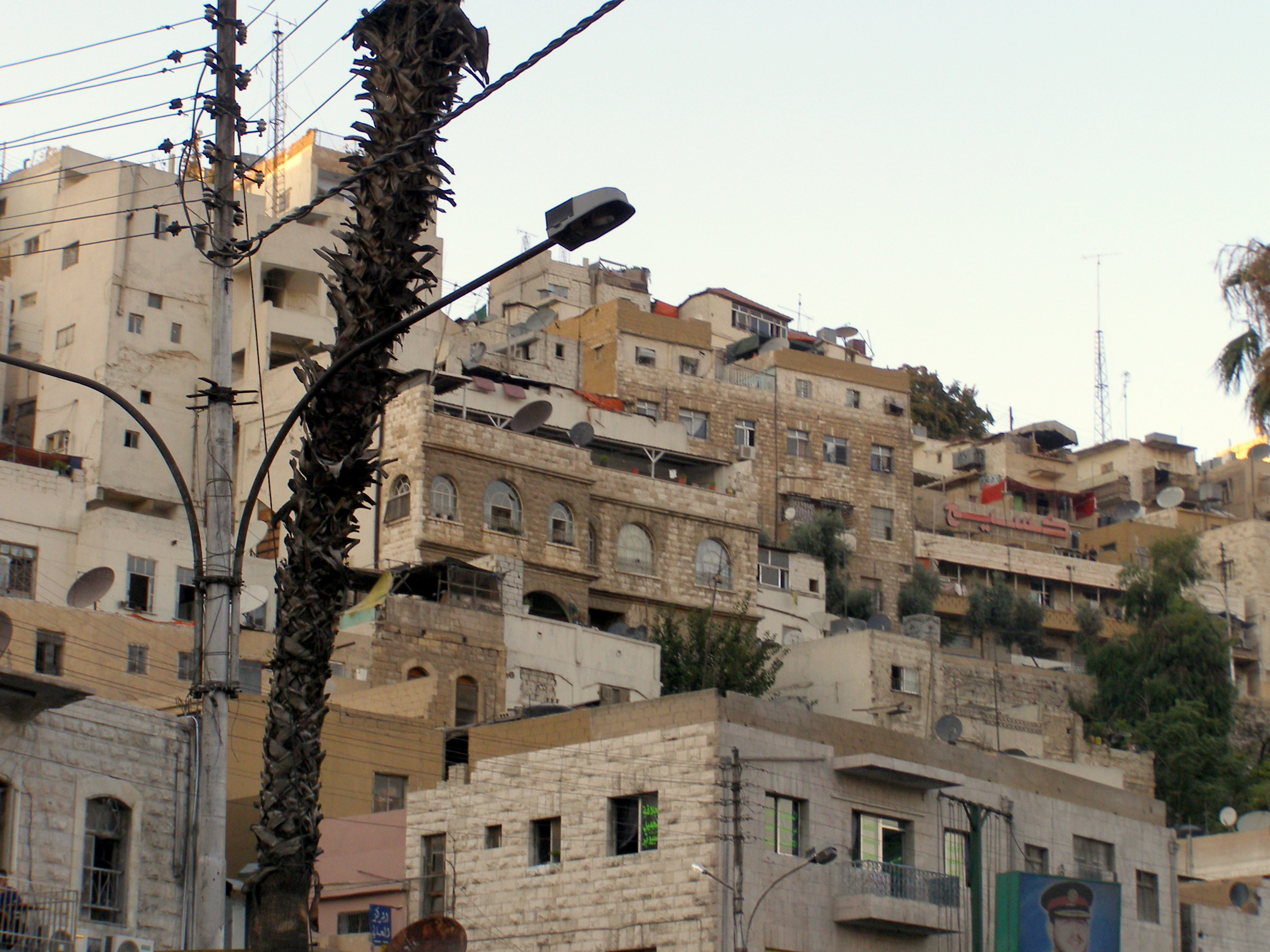
حي الشابسوغ بوسط البلد
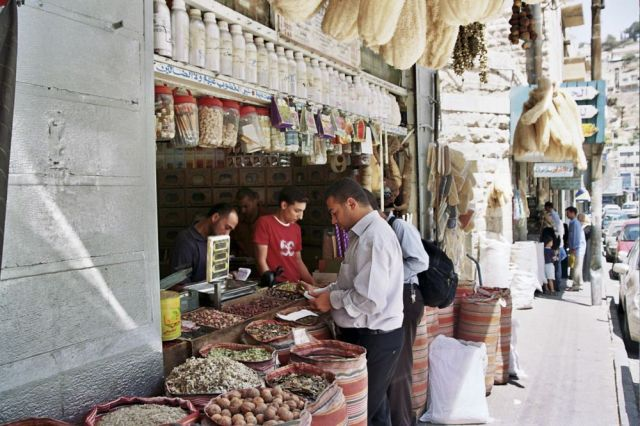
أعشاب الطب العربي بوسط البلد
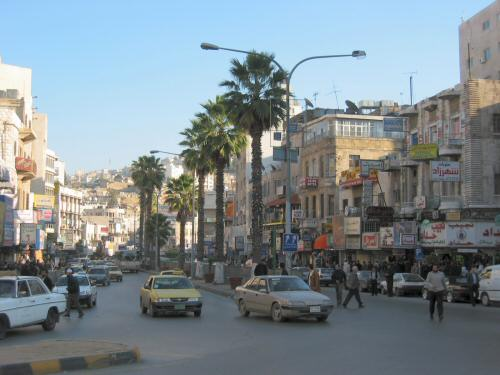
ساحة فيصل
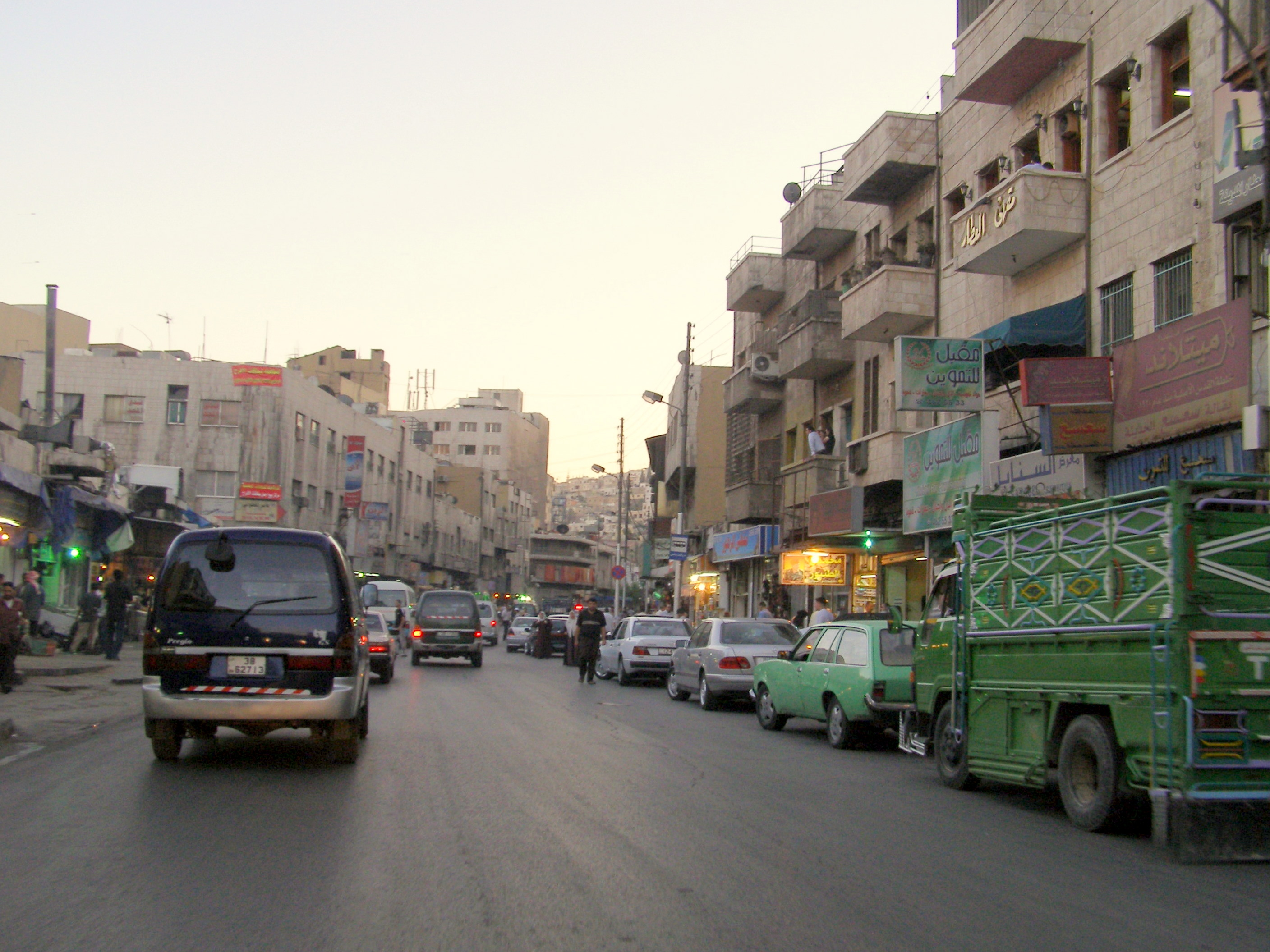
شارع الملك طلال بوسط البلد
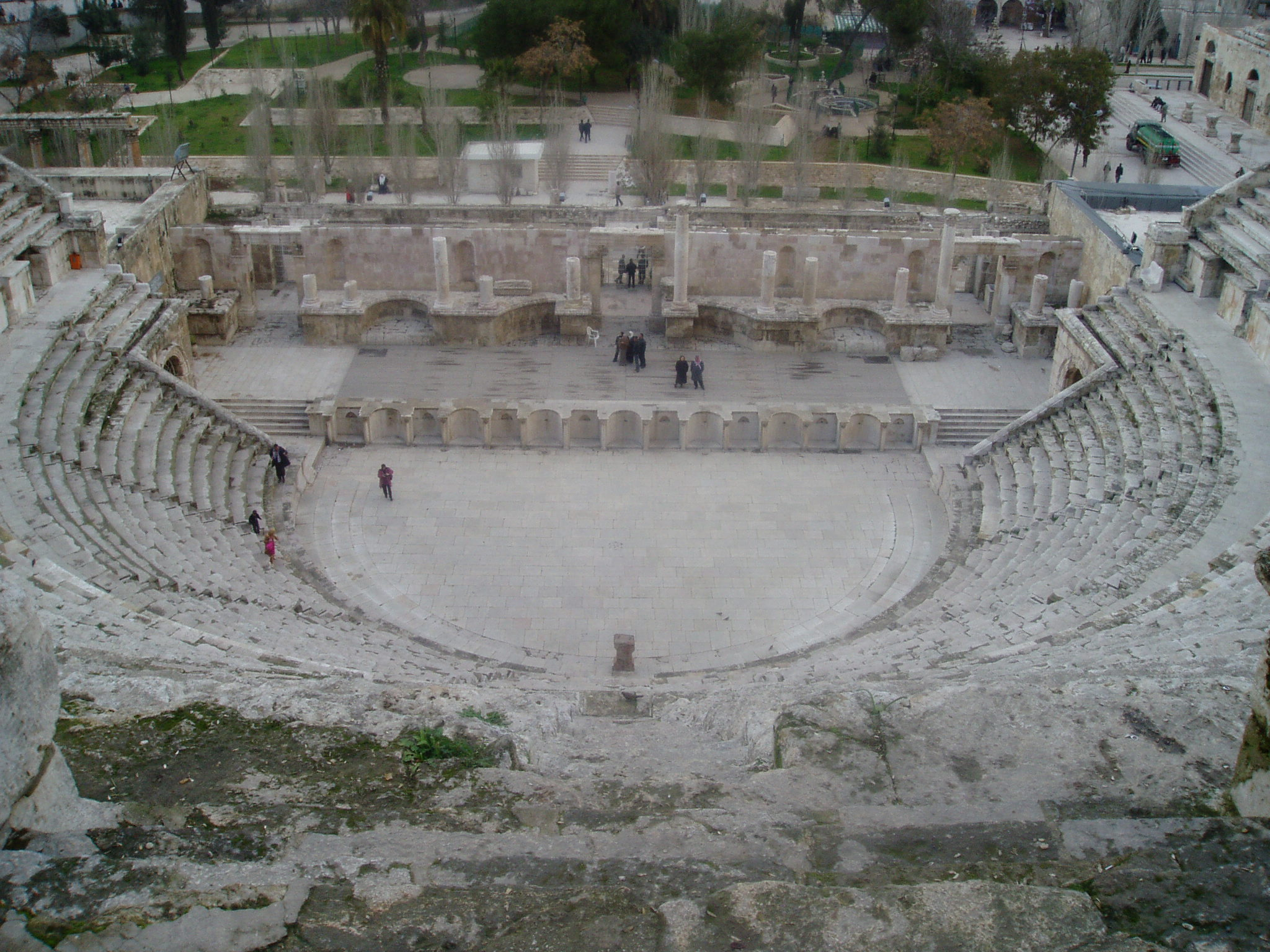
المدرج الروماني
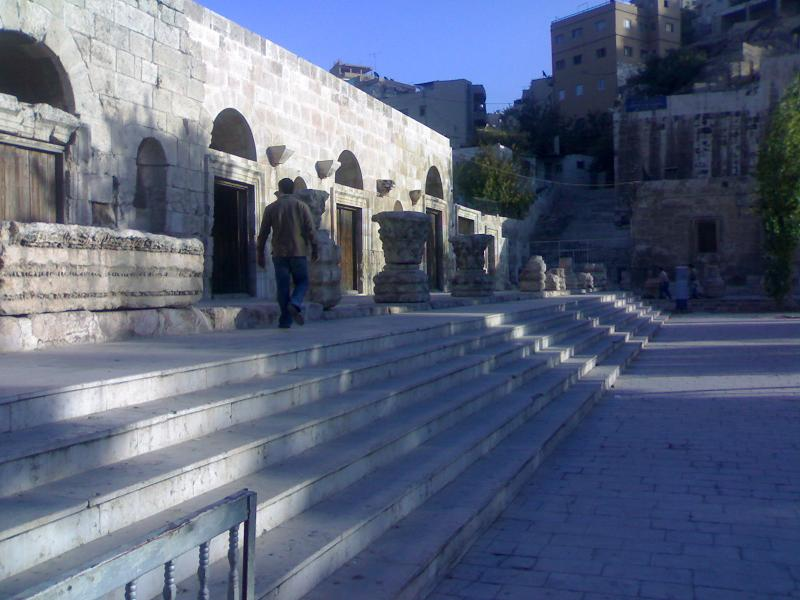
مدرج الأوديون
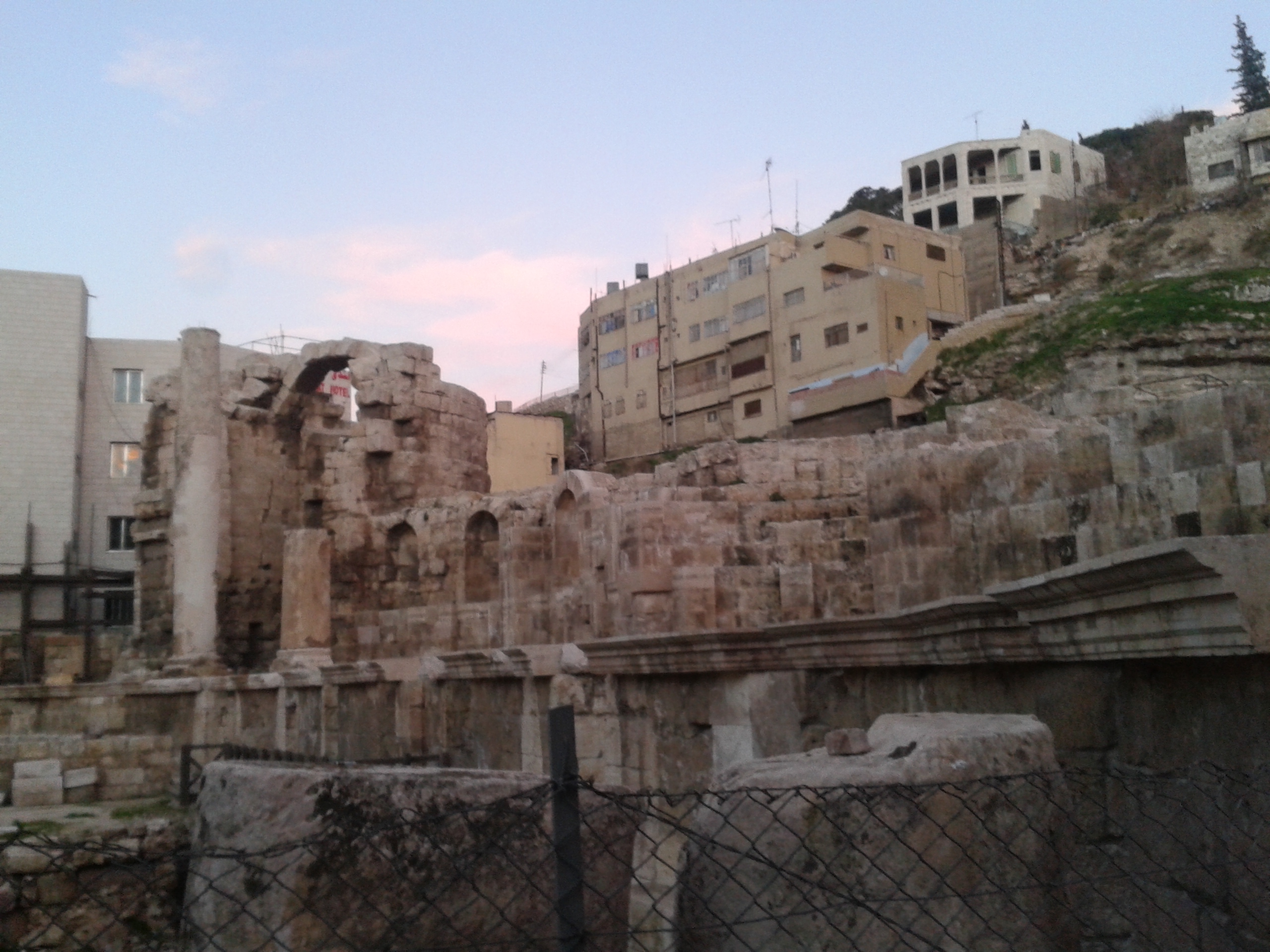
سبيل الحوريات